# Lewisburg (Ohio)
Lewisburg és una població dels Estats Units a l'estat d'Ohio. Segons el cens del 2000 tenia 1.798 habitants.

## Demografia
Segons el cens del 2000, Lewisburg tenia 1.798 habitants, 678 habitatges, i 503 famílies. La densitat de població era de 642,8 habitants per km².
Dels 678 habitatges en un 40,3% hi vivien nens de menys de 18 anys, en un 55,5% hi vivien parelles casades, en un 13,1% dones solteres, i en un 25,8% no eren unitats familiars. En el 21,2% dels habitatges hi vivien persones soles l'11,8% de les quals corresponia a persones de 65 anys o més que vivien soles. El nombre mitjà de persones vivint en cada habitatge era de 2,65 i el nombre mitjà de persones que vivien en cada família era de 3,09.
Per edats la població es repartia de la següent manera: un 30,7% tenia menys de 18 anys, un 7,2% entre 18 i 24, un 29,6% entre 25 i 44, un 19,3% de 45 a 60 i un 13,2% 65 anys o més.
L'edat mediana era de 33 anys. Per cada 100 dones de 18 o més anys hi havia 88,5 homes.
La renda mediana per habitatge era de 42.050 $ i la renda mediana per família de 47.778 $. Els homes tenien una renda mediana de 34.063 $ mentre que les dones 23.696 $. La renda per capita de la població era de 18.905 $. Aproximadament el 6,3% de les famílies i el 6,5% de la població estaven per davall del llindar de pobresa.

## Poblacions més properes
El següent diagrama mostra les poblacions més properes.